# Sot
Szat vagy újabban Szót (szerbül Sot / Сот) település Szerbiában, a Vajdaságban, a Szerémségi körzetben, Šid községben.

## Demográfiai változások
| 1948 | 1953 | 1961 | 1971 | 1981 | 1991 | 2002 |
| ---- | ---- | ---- | ---- | ---- | ---- | ---- |
| 1202 | 1279 | 1272 | 1077 | 900  | 819  | 791  |